# Alessandro Filalete
Alessandro Filalete (in greco antico: Ἀλέξανδρος Φιλαλήθης?, Aléxandros Philaléthēs; Laodicea, ... – ...; fl. I secolo a.C.) è stato un medico greco antico vissuto nel I secolo a.C.

## Biografia
Prisciano chiama Alessandro Alexander Amator Veri (Alessandro l'amante del vero), e Celio Aureliano lo cita con il nome di Alexander Laodicensis. Poiché Strabone parla di lui come suo contemporaneo, se ne deduce che visse intorno al I secolo a.C.; fu allievo di Asclepiade, succedette a Zeusi il Giovane come direttore della scuola medica di Erofilo, con sede in Frigia tra Laodicea e Carura, e fu precettore Aristosseno e Demostene Filalete.
È più volte citato da Galeno e da Sorano e scrisse alcune opere di medicina, di cui non rimane nulla.